# Godfreys Creek
Godfreys Creek är en ort i Australien. Den ligger i kommunen Boorowa och delstaten New South Wales, i den sydöstra delen av landet, omkring 230 kilometer väster om delstatshuvudstaden Sydney. Orten hade 65 invånare år 2021.